# Anterhynchium nimbosum
Anterhynchium nimbosum är en stekelart som beskrevs av Giordani Soika 1987. Anterhynchium nimbosum ingår i släktet Anterhynchium och familjen Eumenidae. Inga underarter finns listade i Catalogue of Life.